# Bonate Sotto
Bonate Sotto là một đô thị ở tỉnh Bergamo trong vùng Lombardia của nước Ý, có vị trí cách khoảng 40 km về phía đông bắc của Milano và khoảng 9 km về phía tây nam của Bergamo. Tại thời điểm ngày 31 tháng 12 năm 2004, đô thị này có dân số 5.892 người và diện tích là 6,3 km².
Bonate Sotto giáp các đô thị: Bonate Sopra, Chignolo d'Isola, Dalmine, Filago, Madone, Treviolo.